# Zwartrugspecht
De zwartrugspecht (Picoides arcticus) is een vogel uit de familie van de spechten (Picidae).

## Verspreiding en leefgebied
Deze soort komt voor in Alaska, Canada en noordelijke en westelijk Verenigde Staten.